# 博罗斯
博罗斯，是西班牙卡斯蒂利亚-拉曼恰托莱多省的一个市镇。总面积60平方公里，总人口2300人（2001年），人口密度38人/平方公里。